# 知多市立岡田小学校
知多市立岡田小学校（ちたしりつおかだしょうがっこう）は、愛知県知多市岡田にある公立小学校。

## 学区
- 知多市中部の小学校であり、校区は岡田、岡田美里町、岡田緑が丘、新知（南新生（一部））、日長（赤坂（一部）、入杵、上石根、中石根、二タ股）、南谷1-4丁目、吹込1-5丁目、上り戸1-4丁目であり、公立中学校の進学先は知多市立知多中学校である[1][2]。
- 旧・知多郡岡田町の小学校である。

## 沿革
- 1873年（明治6年） - 琴峰学校として開校。
- 1874年（明治7年） - 第六中学区内第九十番小学岡田学校に改称する。
- 1880年（明治13年） - 第八七番小学岡田学校にに改称する。
- 1881年（明治14年） - 第二十七番学区岡田学校に改称する。
- 1887年（明治20年） - 尋常小学岡田学校に改称する。
- 1889年（明治22年）10月1日 - 町村制により、岡田村が発足。
- 1892年（明治25年） - 岡田尋常小学校に改称する。
- 1895年（明治28年） - 高等科を設置し、岡田尋常小学校に改称する。
- 1901年（明治34年） - 教室不足のため、旧・岡田村役場庁舎を改修し、教室とする。
- 1903年（明治36年）
  - 4月 - 教室不足のため、分教場を設置する。
- 1903年（明治36年）5月6日 - 岡田村が町制施行し、岡田町となる。
- 1906年（明治39年） - 知多郡岡田村大字西島字高見[注釈 1]に校舎を新築し、移転する。分教場を廃止する。
- 1909年（明治42年） - 教室不足のため、民家を仮受け、分教場とする。
- 1914年（大正3年） - 校舎を新築する。
- 1918年（大正7年） - 実業補習学校を併設する。
- 1926年（大正15年） - 青年訓練所を併設する。
- 1930年（昭和5年） - 現在地に校舎を新築し、移転する。
- 1941年（昭和16年）4月1日 - 岡田国民学校に改称する。
- 1947年（昭和22年）4月1日 - 岡田町立岡田小学校に改称する。
- 1955年（昭和30年）4月1日 - 八幡町、岡田町、旭町が合併し、知多町が発足。同時に知多町立岡田小学校に改称する。
- 1956年（昭和31年） - 校舎を増築する。
- 1962年（昭和37年） - 体育館が完成する。
- 1970年（昭和45年）9月1日 - 知多町が市制施行し知多市となる。同時に知多市立岡田小学校に改称する。
- 1971年（昭和46年） - 新校舎（鉄筋コンクリート造3階建）が完成する。
- 1974年（昭和49年） - 校舎を増築する。
- 1977年（昭和52年） - 校舎を増築する。
- 1986年（昭和61年） - 新体育館が完成する。
- 2008年（平成20年） - 管理棟が完成する。

## 交通アクセス
- 知多バス岡田線「大門」バス停より徒歩約3分。

名鉄常滑線朝倉駅より「東岡田」行。

## 周辺施設
- 知多市立知多中学校
- 知多市立中部中学校
- 知多市立中央図書館
- 岡田西保育園
- JAあいち知多岡田